# 파이타

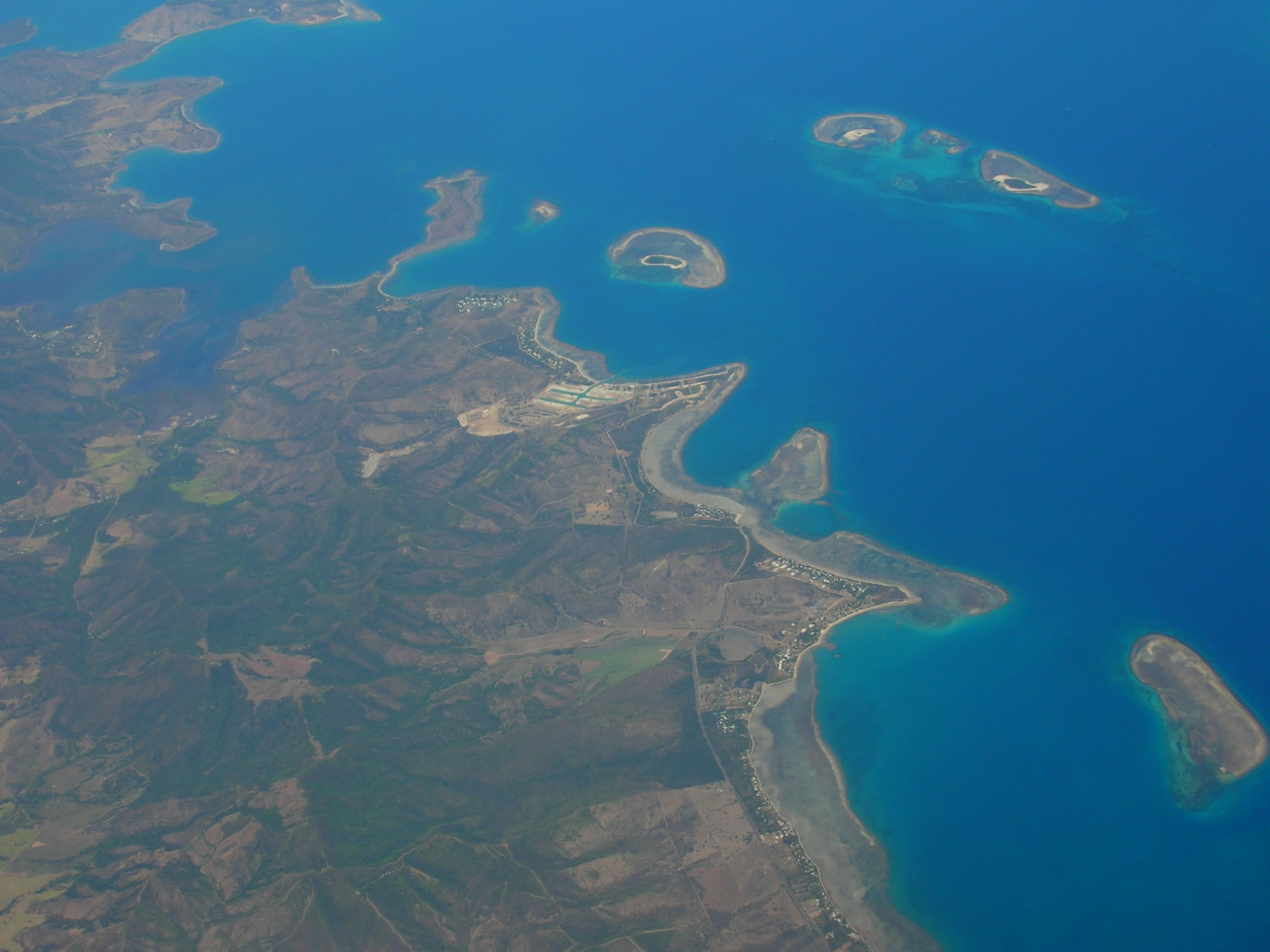
파이타

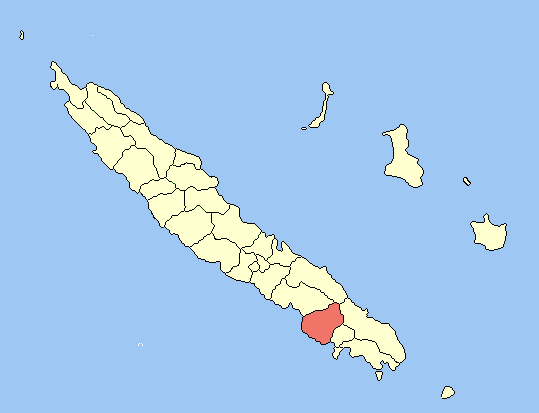
파이타의 위치

파이타(프랑스어: Païta)는 태평양에 위치한 프랑스의 해외 영토인 누벨칼레도니의 도시로 면적은 699.7km2, 인구는 20,616명(2014년 기준), 인구 밀도는 29명/km2이다. 누메아 라 톤투타 국제공항이 이 곳에 위치한다.